# Le Favril, Eure
 Le Favril  là một xã thuộc tỉnh Eure trong vùng Normandie miền bắc nước Pháp.